# Saltash
Saltash (Essa em córnico) é uma cidade da Cornualha,com 17.000 habitantes.